# Stadio Ferruccio
Lo Stadio Ferruccio è un impianto sportivo polifunzionale sito nel comune di Seregno.

## Storia
Lo Stadio Ferruccio venne costruito nel 1934 su commissione dell'imprenditore Umberto Trabattoni, in memoria del figlio Ferruccio morto a seguito d'un incidente all'età di 7 anni. Trabattoni fu anche presidente del Seregno dal 1922 al 1935 e commissario straordinario del Milan dal 1940 al luglio 1944 nonché presidente, sempre del Milan, dall'aprile 1945 al 1954.
Lo stile architettonico dello stadio è in linea con le correnti architettoniche degli anni trenta e del tardo razionalismo italiano.
In origine lo stadio aveva un campo da gioco che misurava 120 metri per 70, circondato dalla pista e dalle pedane per le varie specialità di atletica, una tribuna coperta e due tribunette scoperte sul lato opposto, spogliatoi ed una palestra sotto la tribuna. Il costo totale fu di 850.000 lire. Fu utilizzato per la prima volta nel campionato di calcio di Serie C del 1935-1936 dal Seregno per i campionati successivi che la squadra brianzola ha disputato in Serie B. Umberto Trabattoni nel 1937 lo cedette al comune di Seregno.
In gare ufficiali hanno giocato squadre come il Milan di cui Umberto Trabattoni diverrà poi presidente, il Napoli di Evaristo Barrera, il Novara di Silvio Piola ed il Cagliari di Gigi Riva. Nel 1935, in preparazione ad un incontro della  Coppa Internazionale, si è allenata la nazionale di calcio italiana guidata da Vittorio Pozzo.
Per quell'evento fu apposta una targa commemorativa negli spogliatoi, ed attorno a quella targa sono iniziati nel 2004 i lavori per dare un nuovo vestito allo Stadio Ferruccio. Sono state effettuate modifiche sostanziali agli spogliatoi, le tribune sono state completamente ristrutturate e portate ad una capienza di 1.700 posti numerati e coperti. La facciata è stata rifatta, con i colori e le fattezze dello stile originale, garantendo così la giusta importanza agli elementi storici dell'impianto. Sulla parte frontale sono state aggiunte 4 sculture in bronzo, opera dell'artista Giuseppe De Feo, che raffigurano varie discipline sportive: calcio, atletica e ciclismo. Tutti gli interventi sono stati realizzati con l'obiettivo di omologare l'impianto sportivo per future competizioni calcistiche di Lega Pro. Il costo totale della ristrutturazione è stato di 800.000 euro. I lavori terminano il 6 dicembre 2009, quando lo stadio viene riconsegnato alla città di Seregno dopo il restauro conservativo.
Nell'estate del 2021 sono partiti ulteriori lavori di ammodernamento e di adeguamento dello stadio alle normative vigenti per permettere agli azzurri di poter disputare le proprie partite del campionato di Serie C in casa. Questi lavori hanno riguardato principalmente la tribuna principale Ovest, quella Est, l'ammodernamento degli spogliatoi, il tunnel d'ingresso al campo dei calciatori, l'impianto di illuminazione, l'implementazione degli impianti tecnologici, la nuova sala stampa e l'ammodernamento biglietteria. Il costo totale della ristrutturazione è stato di 400.000 euro.
Lo Stadio Ferruccio è anche la sede logistica, amministrativa e polo d'allenamento dell'Associazione Italiana Arbitri, sezione di Seregno.
Dalla stagione 2022/2023 ospita oltre al Seregno le partite casalinghe del Como Women, nel campionato di Serie A Femminile.